# 미각계

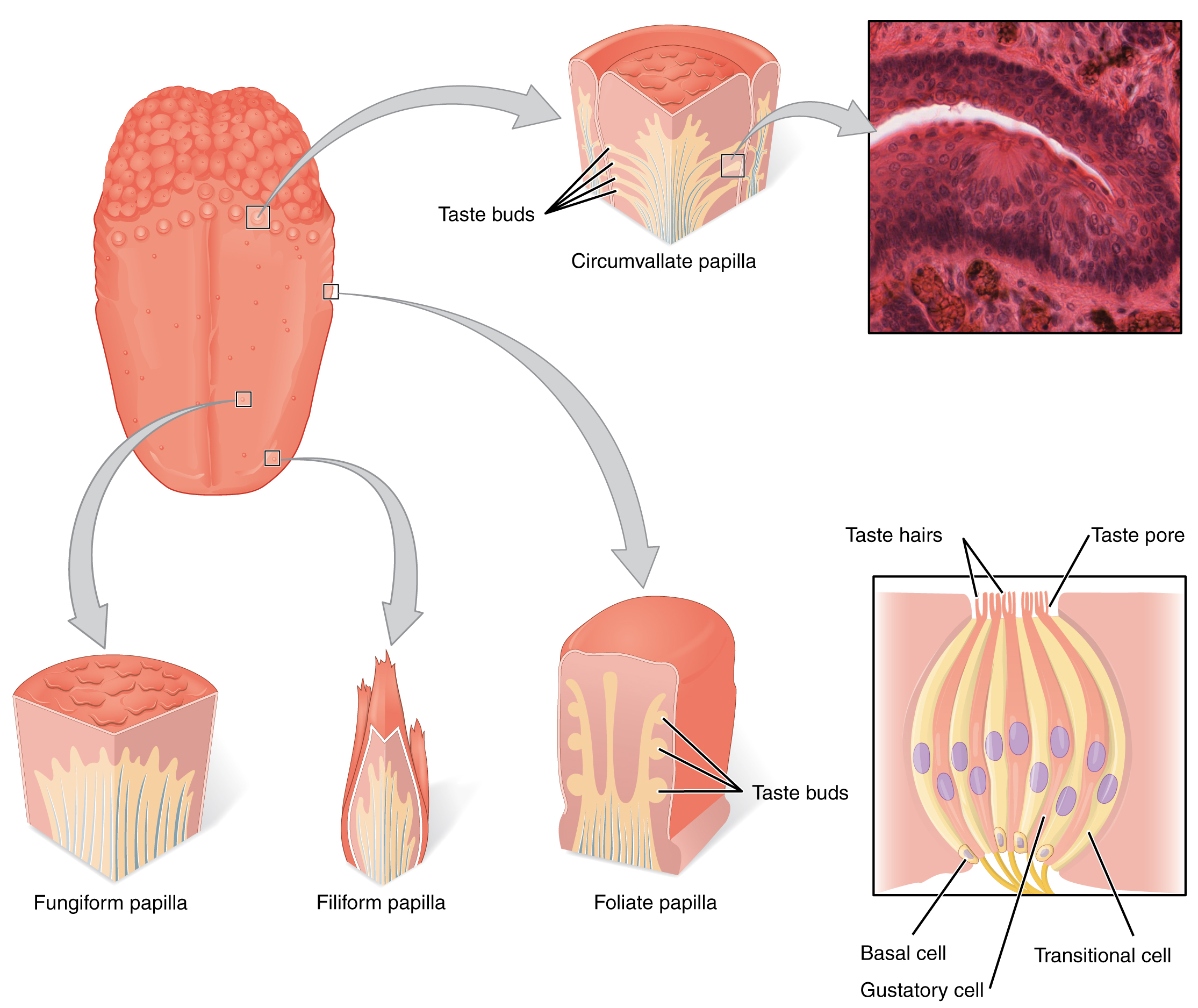

미각 기관계 (味覺器官系, gustatory system)는 맛을 보는 감각 기관의 기관계이다. 적합 자극은 수용액 상태의 입자이다.

## 개요
미각은 혀 점막에 집중되어 있고, 단맛·짠맛·신맛·쓴맛의 맛을 감지하는 구역이 각기 다르다. 그러나 어떤 화학 구조에 반응하는지는 밝혀지지 않았다. 미각기로서는 미뢰라는 구조가 있는데, 그 숫자는 그다지 많지 않고, 미각이 미뢰 이외의 맛신경에서 받아들여질 가능성도 있다. 또한 네 가지 미각은 미뢰가 네 가지 있어 식별되는 것은 아닌 듯하다. 미각을 전하는 맛신경네 가지 유형이 있다고 알려져 있으나 미각이 식별되는 메카니즘은 아직 밝혀지지 못했다. 미각의 중추는 후각과 가까운 장소에 있다고 추정되지만 그 정확한 위치는 알 수 없다. 미각이 전해지는 경로 중 혀에서 연수(延髓)까지는 두 가지 길이 있어 혀 앞부분 3분의 2와 뒷부분 3분의 1이라는 다른 경로를 거친다. PTC(페닐 티오 칼바미드)는 대부분의 사람에게 강한 쓴맛을 느끼게 하는데, 때로는 아무 맛도 느끼지 못하는 사람도 있다. 이와 같은 사람을 PTC 미맹이라 한다. 한국인에게는 약 12% 정도 발견된다(백인 40%, 흑인 9%). 이 미맹은 유전한다.

## 중요성
인간은 안전하고 위험한 음식을 구별할 수 있는 방법이 필요하다. 쓴맛과 신맛은 보통 불쾌한 맛으로 받아들여지고, 짠맛, 단맛 등의 음식은 보통 기분 좋은 감각으로 느껴진다. 미각 기관계가 감각하는 다섯 가지의 맛은 단맛, 짠맛, 신맛, 쓴맛, 감칠맛으로 구분된다.
린드만에 따르면 짠맛과 신맛은, 둘다 염화나트륨의 존재를 감지하는 것이다. 염화나트륨 같은 염을 감지하는 것은 많은 생물체에서 중요한 기능이며, 특히 포유류에서는 이온과 수분에 관련된 항상성 조절에 매우 핵심적이다. 특히, 포유류의 콩팥에서 삼투압을 이용해 수분이 혈액으로 확산되게 하는 과정을 촉진하는 데도 염이 쓰인다. 이때문에, 염화나트륨은 대부분의 인간에서 좋은 맛으로 느껴진다.
신맛은 적은 양으로는 좋은 맛으로 느껴질 수 있는데, 이는 신맛이 짠맛과 연관이 있기 때문이다. 하지만 많은 양으로는 점점 더 불쾌한 맛으로 변해간다. 이것은 신맛이 지나치게 익은 과일이나 썩은 고기 등등 신선하지 않은 음식의 징조가 되기 때문이다. 이런 현상은 그런 음식에 자랄 가능성이 높은 박테리아가 체내로 침입하는 것을 방지함으로써 우리 몸을 보호하게 된다. 또, 신맛은 산 (H+ 이온)에 의해 촉발되는 감각이며, 산성 용액은 조직에 중대한 손상을 입힐 수 있다.
쓴맛은 대부분의 사람이 불쾌한 감각으로 받아들인다. 쓴맛은 질소를 포함한 유기물이나 알칼로이드에서 느껴지며, 이런 물질들은 일반적으로 인체에 좋지 않은 영향을 미쳐 이런 것들이 유입되는 것을 막기 위한 것이 쓴맛에 대한 불쾌함으로 나타난다고 학자들은 보고 있다. 예를 들어, 알칼로이드는 다양한 식물에 들어있는 독소에서 발견된다. 다른 쓴맛을 내는 물질들의 예로는 커피의 카페인, 담배의 니코틴, 살충제의 스트리크닌 등이 있다. 이렇게 커피나 담배처럼 쓴맛에도 불구하고 많은 사람들이 즐기는 기호품의 경우에는 심리적인 영향이 있는 것으로 보인다. 또한 많은 약들이 씹을 경우 쓴맛을 낸다는 것도 흥미로운 일이다.
단맛은 감지된 물질에 탄수화물이 들어있음을 암시한다. 탄수화물은 우리 몸에서 주로 쓰는 에너지원인만큼, 인체에서 많이 필요한 물질이고, 과거의 인류는 식사를 할 수 있는 기회가 일정치 않았을테니, 에너지원을 공급받을 수 있는 물질을 더 많이 찾기 위한 진화 과정에서 이런 것들을 단맛으로 받아들이게 되었다고 해석할 수 있다. 탄수화물은 당처럼 바로 에너지를 만드는데 사용되거나 글리코겐처럼 에너지 저장에 사용될 수 있다. 한편으로, 탄수화물이 아닌 물질 중에서도 단맛을 유발하는 물질들은 많은데, 이로 인해 수많은 단맛을 내는 조미료 (사카린, 아스파테임 등등)가 개발되었다. 이에 관한 진화적 이유는 아직 명확치 않다.
감칠맛의 경우, 아미노산인 L글루탐산 감지하여 좋은 맛으로 받아들여지고, 그를 통해 단백질과 펩타이드의 섭취를 돕는 면이 있다. 단백질의 아미노산은 몸에서 근육과 장기를 구성하고, 여러 물질을 수송하고 (헤모글로빈), 항체로, 효소로 체내에서 작용한다. 이는 모두 필수적인 요소들이며, 그만큼 아미노산의 섭취는 중요하므로 이에 관련된 맛도 좋은 맛으로 감지되게 된 것이라 할 수 있다.
매운맛은 맛일것 같지만 사실은 매운 음식을 먹었을 때 혀가 느끼는 고통이다.

## 기능
인체에서 자극이란 생리학적 또는 심리학적인 행동이나 반응을 이끌어내는 에너지의 형태를 의미한다. 감각 수용체는 자극을 원래 에너지의 형태에서 다른 형태로 바꿔주는 몸의 구조물이다. 이것은 화학 물질, 음파, 열, 감촉 등을 전기적인 활동 전위로 바꿔 뇌가 이해할 수 있는 신호로 전환시킴을 의미한다. 감각 수용체는 말단 부위가 변화한 감각 신경으로 볼 수 있다; 각 수용체의 변화 양상은 그 자극에 따라 알맞게 변하였으며, 그에 따라 몸에는 많은 종류의 감각 수용체가 있게 된다. 신경은 신경계의 주요 구성 성분으로, 감각 수용체에서 받은 메시지를 몸 전체로 전달해준다.

### 화학수용으로써의 미각
맛은 입에 존재하는 특화된 감각 기관으로 느껴지는 화학 수용의 한 형태이다. 이런 감각 기관들을 맛세포라고 하며, 미뢰(맛봉오리) (taste bud)라는 이름으로 한데 모여있다. 미뢰는 혀의 유두라 불리는 부위에서 발견된다. 현재까지는 다섯 종류의 미각 수용체가 알려져있다: 짠맛, 단맛, 신맛, 쓴맛과 감칠맛 수용체 등이다. 각 수용체는 다른 양상의 감각 전달이 일어난다: 즉, 특정 물질을 감지하여 활동 전위를 일으켜 뇌에게 정보를 보내는 방식이 조금씩 다르다. 각 맛세포가 특정한 맛을 담당하는가, 혹은 여러 맛을 한꺼번에 담당하는가는 아직 논란에 있다; 스미스와 마골스키는 "미각 신경은 특별히 강하게 반응하는 하나의 자극이 존재하긴 하나, 보통 두 가지 이상의 자극에 반응한다"라고 말하였다 (35). 연구자들은 뇌가 복잡한 맛을 모여있는 신경 반응에서 패턴을 분석하여 해석한다고 보고 있다. 이것은 맛을 일으키는 물질이 입 안에 들어왔을 때 "달면 삼키고 쓰면 뱉는" 반응을 일으키게 된다. "어떤 신경도 혼자서는 다른 종류의 자극을 구별하지 못한다. 이는 신경 세포는 여러 자극에 결국 한 가지 방식으로밖에 반응하지 못하기 때문이다" (39). 한편, 세로토닌은 맛봉오리 내의 맛세포들 간에, 그리고 맛세포에서 뇌로 정보를 주고받는 호르몬으로 생각되고 있다. 이를 유념한 채로, 여러 종류의 미각 수용체에 대해서 이제 얘기해보겠다. 수용체는 맛세포의 미세융털 위에서 발견된다.

### 짠맛
입에서 발견되는 가장 단순한 수용체로 염화나트륨을 감지한다. 맛세포 내의 이온 채널은 Na+ 이온을 세포 내로 받아들인다. 이는 세포를 탈분극시키며, 전압 의존성 칼슘 채널을 열어 세포 내부로 칼슘을 끌어들여 결국 신경전달물질이 분비되게 한다. 나트륨 채널은 ENaC라고 불리며, 세 개의 서브유닛으로 이루어져있다. ENaC는 쥐와 같은 많은 포유류에서 아밀로라이드로 차단할 수 있다. 하지만 아밀로라이드가 인체에서 짠맛에 대해 미치는 영향은 훨씬 적어, 짠맛을 느끼는 수용체가 ENaC 말고도 더 존재할 가능성을 암시하고 있다.

### 신맛
신맛의 신호는 산성 물질 (수용액 내의 H+ 이온)을 감지한다. 신맛에 관련해서는 세 가지의 수용체 단백질이 있다. 첫 번째는 수소 이온을 세포 내로 들여보내는 간단한 이온 채널이다. 이 채널 역시 짠맛을 느낄 때 쓰이는 ENaC이다 (이는 짠맛과 신맛 수용체 간에 어떤 관계가 있으며, 신맛이 있을 때 짠맛을 덜 느끼는 이유를 설명할 수 있다). 또 H+ 의존성 채널도 존재한다. 첫째로 K+을 세포 밖으로 보내는 칼륨 채널이 있다. H+ 이온은 이 채널을 차단해 칼륨 이온을 세포 안에 가둔다 (이 수용체는 ENaC/Deg 족의 MDEG1로 분류된다). 세 번째 단백질은 Na+ 이온을 안으로 받아들이는 채널이 있다. 이온의 유입으로 인한 전압 변화는 Ca2+ 채널을 열게 한다. 이 수용체들은 같이 작용하여 세포의 탈분극과 신경전달물질 방출을 야기한다.

### 쓴맛
쓴맛을 느끼게 되는 물질은 화학적으로 매우 다양할 수 있다. 기본적으로 쓴맛은 퀴닌과 같은 긴 체인의 질소 포함 유기물이나 알칼로이드로 유발되게 된다. 쓴맛을 지닌 물질은 보통 위험한 물질로 분류되는 만큼, 쓴맛의 감각은 생존에 중요하다. 쓴 화합물들은 G 단백질 연관 수용체 (G protein-coupled receptor, GPCR)라는 맛세포의 세포막의 구조물을 통해 작용한다. 최근, T2R's라는 쓴맛에만 반응하는 것으로 보이는 새로운 GPCR 그룹이 발견되기도 하였다. 쓴맛이 GPCR을 활성화하면, 옆에 붙어있던 G 단백질인 거스트듀신 (gustducin)을 분비한다. 거스트듀신은 세 개의 서브유닛으로 이루어져있으며, GPCR에 의해 활성화되면 두 조각으로 나뉘어 근처에 있던 포스포디에스테라제 (PDE , phosphodiesterase)를 활성화시키고, 이는 세포 내 2차 메신저로 작용할 물질을 다시 활성화시키게 된다. 이 2차 메신저는 칼륨 이온 채널을 닫고, 소포체 (endoplasmic reticulum)에 있던 칼슘 이온을 방출시켜 탈분극을 일으킨다. 이런 일련의 과정은 결국 신경전달물질의 분비로 이어진다.
미각 중 기본적인 맛의 하나로 대표적인 맛을 띤 물질로는 키니네가 있고, 미각시험에는 염산키니네가 쓰인다. 쓴맛은 주로 혀의 안쪽 부분(舌根部)에서 느끼며, 대표적인 성분으로는 마그네슘 ·칼슘 등의 무기염, 알칼로이드 ·배당체 ·담즙산 등의 유기물질이 있다. 다른 기본적인 맛인 단맛 ·신맛 ·짠맛에 비하면 미각을 느낄 때까지의 시간이 길고, 또 맛이 오래 남아 가시지 않는 특징이 있다. 쓴맛의 뒷맛을 없애는 데는 단맛이 효과적이다. 쓴맛은 다른 맛에 소량을 첨가하면 맛이 달라지는데, 맥주의 홉 ·커피 ·차의 쓴맛 등이 그 예이다. 10 °C 정도에서 가장 쓰게 느껴지며, 한약 등은 식은 후에 마시면 쓴맛이 더하고, 반대로 맥주는 너무 차거나 김이 빠진 것이 맛이 없는 것도 이 때문이다

### 단맛
쓴맛처럼, 단맛의 감각은 GPCR을 통해 이루어진다. 두 맛의 차이는 반응에 참여하는 입자의 차이에서 기인한다. 당 같은 물질들은 GPCR을 활성화시키고, 이는 거스트듀신을 분비한다. 거스트듀신은 아데닐레이트 사이클레이스 (adenylate cyclase)를 활성화시킨다. 이것은 cAMP (adenosine 3', 5'-cyclic monophosphate)의 농도를 증가시킨다. cAMP는 직접적으로 혹은 간접적으로 칼륨 이온 채널을 닫아 탈분극과 신경전달물질 분비를 일으킨다. 합성 감미료의 경우 천연 감미료와는 다른 GPCR을 활성화시키나 과정은 비슷하다. 다만 이 경우 시작은 단백키나아제 A (protein kinase A, PKA)가 맡아 칼륨 이온 채널의 차단을 일으킨다.

### 감칠맛
관여한다. 얼굴신경 (facial nerve, CN VII)은 혀의 앞 2/3 부분에서의 미각을 담당하고, 혀인두신경 (glossopharyngeal nerve, CN IX)은 혀 뒤 1/3 부분에서의 미각을 담당한다. 혀뿌리나 인두, 후두덮개 등 뒤쪽의 나머지 부분의 미각은 미주신경 (vagus nerve, CN X)이 담당한다.

## 참고 자료
- 이 문서에는 다음커뮤니케이션(현 카카오)에서 GFDL 또는 CC-SA 라이선스로 배포한 글로벌 세계대백과사전의 내용을 기초로 작성된 글이 포함되어 있습니다.
- Bradbury, 2004. Taste Perception: Cracking the Code. <http://biology.plosjournals.org/perlserv/?request=get-document&doi=10.1371/journal.pbio.0020064> Article read on April 21, 2006.
- Smith, David; Margolskee, Robert. 2001. Making Sense of Taste. Scientific American pp. 32-39; March 2001.
- Gleason, Michael. 2004. Chemoreception. <http://www.biologyreference.com/Ce-Co/Chemoreception.html> Article read on April 21, 2006.
- Watson, Flora. 2004. Tarsal Taste Receptors of Flies. <https://web.archive.org/web/20060908231725/http://science.csustan.edu/flora/zool4232/Labs-S2005/fly-receptors.htm> Article read on April 21, 2006.
- Scholey, J.M., et al. 2004. Biochemical Society Transactions. Biochemical Society. pp. 682-684.
- Ward, Samuel. 1973. Chemotaxis by the Nematode Caenorhabditis elegans: Identification of Attractants and Analysis of the Response by Use of Mutants. PNAS Vol. 70, No. 3, pp. 817-821; March 1973.
- Jacob, Tim. 2003. The Physiology of Taste. <http://www.cardiff.ac.uk/biosi/staff/jacob/teaching/sensory/taste.html> Article read on April 21, 2006.
- Lindemann, Bernd. 2001. Nature Vol. 413, pp. 219-225; September, 2001.
- Di Giuseppe, Maurice et al. 2003. Biology 12. Nelson. Toronto. pp. 438.
- Boeree, George. 2003. General Psychology: The Neuron. <http://www.ship.edu/~cgboeree/theneuron.html> Article read on April 22, 2006.
- Anonymous1. What is an action potential? <https://web.archive.org/web/20091213114753/http://www.bio.brandeis.edu/biomath/mike/AP.html> Article read on April 22, 2006.
- Koehler, Kenneth. 1996. The Action Potential. <http://www.rwc.uc.edu/koehler/biophys/4d.html> Article read April 22, 2006.
- Anonymous2. 2006. Unit 10 - Neuronal Synapse. <https://web.archive.org/web/20090702095018/http://mcdb.colorado.edu/courses/3280/lectures/class10.html> Article read April 22, 2006.
- Bowen, R. 2003. Physiology of Taste. <http://www.vivo.colostate.edu/hbooks/pathphys/digestion/pregastric/taste.html 보관됨 2010-06-24 - 웨이백 머신> Article read on April 22, 2006.
- Purves, Dale et al. 2001. Neuroscience. Second Edition. Sinauer Associates Inc. Sunderland, MA.
- Sugimoto, K. et al. 2002. Pure and Applied Chemistry. Vol. 74. No. 7. IUPAC. pp. 1148.
- Kalumuck, Karen. 2006. The Myth of the Tongue Map. <http://www.exploratorium.edu/ti/conf/nsta_2006/karen_kalumuck_session/Tonge%20Map%20Myths.pdf 보관됨 2007-09-30 - 웨이백 머신> Article read on April 23, 2006.
- Bartoshuk, Linda. 1994. A Taste Illusion: Taste Sensation Localized by Touch. <https://web.archive.org/web/20081230050642/http://www.bijouterieleroy.com/riedel3.htm> Article read on April 23, 2006.